# Kroniki Seinfelda
Kroniki Seinfelda – amerykański sitcom, który zadebiutował na antenie NBC 5 lipca 1989 i trwał przez pełne 9 sezonów. Twórcami programu byli Larry David oraz Jerry Seinfeld, ten drugi występował potem w serialu w roli samego siebie. Znaczna część serialu dzieje się w mieszkaniu na Manhattanie (ale kręcona była w Los Angeles). Odcinki sitcomu w znacznej mierze napisane zostały przez Davida i Seinfelda, przy współpracy z wieloma innymi scenarzystami.
Program prowadził w jednym z rankingów przez cały 6. i 9. sezon i finiszował w pierwszej dwójce w latach 1994–1998. W 2002 amerykański Przewodnik Telewizyjny ogłosił Kroniki Seinfelda jako najpopularniejszy serial wszech czasów. W 2008, Entertainment Weekly ogłosił Kroniki Seinfelda jako 3 najlepszy program ostatniego ćwierćwiecza, ustępując Rodzinie Soprano i Simpsonom.

## O serialu
Kroniki Seinfelda wyróżniały się na tle sitcomów swoich czasów. W przeciwieństwie do innych programów, często odcinki Kroniki Seinfelda skupiały się na bzdurnych wydarzeniach z życia codziennego, ich denerwującym wpływie na człowieka. Postacie często wyrażają opinię o bezsensowności życia, można je posądzić o nihilizm.
Wiele z postaci ma swoje rzeczywiste odpowiedniki, wiele z wątków fabularnych zostało wprost zaczerpnięte z życia ich twórców. Oba, i wątki i postacie drugoplanowe powracają wielokrotnie na łamach 9 sezonów. Poszczególne odcinki rzadko kończyły się szczęśliwie, chyba że odbywało się to cudzym kosztem.

### Główne postacie

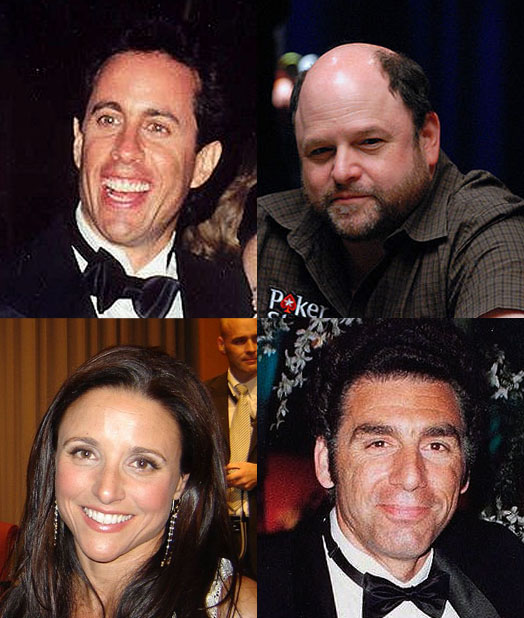
Główna obsada: Jerry Seinfeld, Jason Alexander, Julia Louis-Dreyfus i Michael Richards

- Jerry Seinfeld (Jerry Seinfeld) – Jerry jest centralną postacią. Jest komikiem, który uważa się za głos rozsądku w naszych czasach. Boi się bakterii i jest pedantem, także zagorzałym fanem Supermana i płatków śniadaniowych. Jego mieszkanie jest Osią Świata, wokół której wszystko się obraca, zaś jego niedojrzałe relacje z kobietami stanowią główną oś fabularną większości odcinków. Jego rodzice mieszkają na Florydzie na osiedlu dla emerytów, którzy kolację jedzą o 17.00 a budzą się o 5 rano. Jerry nigdy tak naprawdę nie zaangażował się emocjonalnie w żaden związek, a jego relacje z kobietami są zaprzeczeniem prawidłowych relacji międzyludzkich. Np. w odcinku „The soup Nazi” Jerry mając do wyboru czy zjeść smaczną zupę, czy zatrzymać kobietę – z charakterystycznym dla siebie brakiem jakichkolwiek uczuć wybiera zupę. Kiedyś, tuż po wprowadzeniu się do swojego mieszkania nieopatrznie powiedział sąsiadowi Kramerowi, że może korzystać z jego lodówki kiedy tylko chce. Od tamtej pory Kramer żywi się wyłącznie u Jerry'ego, korzysta z jego telefonu, łazienki, łóżka. Jerry zdaje się być pogodzony z taką sytuacją, nawet z tym, że Kramer często budzi go w środku nocy, prosząc o różnoraką pomoc, w realizacji swoich bezsensowych pomysłów.
- George Costanza (Jason Alexander) – George jest najlepszym przyjacielem Jerry'ego. Jest zakompleksionym, oszukującym ludzi, przez większość odcinków bezrobotnym mężczyzną po trzydziestce. Często przedstawia się go jako nieudacznika. W ustach Elaine określenie George brzmiało „niski, przy sobie, niekumaty, łysy facet”. Pomimo tego wszystkiego uda mu się przelotnie znaleźć i pracę i stały związek, zakończony jednak przypadkową i bezsensowną śmiercią narzeczonej, co spotkało się z wielkim poczuciem ulgi u George'a, który nie chciał brać z nią ślubu, nie miał w sobie jednak dostatecznie dużo cywilnej odwagi, by zerwać zaręczyny i odwołać ślub. Jego relacje z rodzicami (Frank i Estelle Constanza) są toksyczne – niemalże każde spotkanie z nimi kończy się awanturą. Rodzice znęcali się nad George'em w dzieciństwie, co tłumaczy stan jego psychiki i stosunek do świata. Na przykład: gdy George był dzieckiem, jego ojciec wymyślił nowe święto FESTIVUS, by odciąć się od skomercjalizowanego Bożego Narodzenia. Zamiast choinki stawiał w pokoju Metalową Rurę, a zamiast składania życzeń każdy z rodziny opowiadał, jak bardzo pozostali domownicy zawiedli go w mijającym roku. Następnie był tzw. konkurs siły (feats of strength), podczas którego ojciec okazywał synowi swoją fizyczną oraz psychiczną dominację. To pozostawiło głęboką rysę na psychice George'a, który wyrósł na niepewnego siebie, bojaźliwego i neurotycznego osobnika. W wielu odcinkach George, desperacko próbując poderwać jakąkolwiek kobietę, przedstawia się jako ktoś inny (np. udaje, że jest gangsterem albo że jeździ na wózku), co zawsze przynosi odwrotny skutek. Każda próba odwrócenia złego losu kończy się katastrofą i jeszcze większą frustracją George'a. Jest mistrzem gry we Froggera i był kiedyś posiadaczem samochodu Jona Voighta. Głównymi pomysłami George'a na życie są kłamstwo, udawanie innych osób (np. słynny Art Vandalay), obijanie się w pracy, zaspokajanie swoich potrzeb kosztem innych oraz chęć imponowania ludziom. Jego absurdalne, dziecinne dialogi z Jerrym są głównym punktem każdego odcinka (np. insynuowanie, że pewna kobieta ma mocny uścisk dłoni w wyniku przeszczepu wielkich palców u nóg).
- Elaine Benes (Julia Louis-Dreyfus) – Elaine to była Jerry'ego. Jest inteligentną i asertywną kobietą lat 90., szukającą odpowiedniego mężczyzny. Śledzimy ją również w pracy w jednym z nowojorskich wydawnictw czy u boku amerykańskiego arystokraty, próbującą wspiąć się na szczyt kariery. Nie obchodzi się też bez niepotrzebnych napięć z Jerrym. Jedyną osobą, z którą Elaine tworzyła „stały” związek był David Puddy – dziwak (a jakże) i nudziarz, mający jednak niezrozumiały wpływ na Elaine.
- Cosmo Kramer (Michael Richards) – Kramer to sąsiad Jerry'ego. Rozpoznajemy go po jego energicznych wejściach do mieszkania, które zgromadzona publiczność, w miarę wzrostu popularności postaci, nagradzała coraz to dłuższymi i dłuższymi oklaskami. Jest jedną z postaci, która utrzymuje spore grono znajomych poza naszą główną 4. Jest jedyną postacią, z punktu której nie ma ani jednej narracji w żadnym z odcinków. Kramer nie pracuje, jednak cały czas obmyśla plany na kolejne przedsięwzięcia biznesowe. Kiedyś założył korporację KRAMERICA, „zatrudnił” nawet asystenta i obmyślił plan ratowania gospodarki światowej. To przedsięwzięcie (podobnie jak wszystkie inne, zapoczątkowane przez Kramera) skończyło się totalnym fiaskiem, co jednak nie zniechęciło go wcale przed kolejnymi próbami zbicia majątku na dziwacznych i szalonych pomysłach, o których każdy rozsądny człowiek wiedziałby, że są niemożliwe do zrealizowania. Napisał kiedyś książkę o stolikach do kawy, która to książka miała składane nóżki i sama była jednocześnie stolikiem do kawy. Hollywood wykupił od Kramera prawa do jej ekranizacji (sic!). Pracował kiedyś w piekarni i przez 11 lat brał udział w strajku, o którym nie wiedzieli nawet właściciele firmy. W zależności od sytuacji i aktualnej potrzeby Kramer lubi przebierać się za inne osoby (lekarz, biznesmen, alfons).

### Postacie drugoplanowe
Kilka postaci drugoplanowych pojawiało się wielokrotnie, w szczególności rodzice Jerry'ego, Morty i Helen Seinfeld, którzy mieszkają na Florydzie; rodzice George'a, apodyktyczny Frank i Estelle Costanza; narzeczona George'a, Susan Ross (Heidi Swedberg); Wujek Jerry'ego, Leo; Różnorodni szefowie Elaine: pan Lippman, pan Pitt i J. Peterman; David Puddy, chłopak Elaine, który pojawia się i znika; oraz przyjaciel Kramera, Newman, listonosz, który mieszka w tym samym budynku i jest wrogiem Jerry'ego.
Oprócz powtarzających się postaci, Seinfeld przedstawia wielu celebrytów, którzy pojawiają się jako oni sami lub dziewczyny, chłopaki, szefowie i inni znajomi głównych postaci.

### Motywy
Serial, pierwszy od czasów Latającego cyrku Monty Pythona, był szeroko uznawany jako postmodernistyczny. Zaangażowanie się przez jednego z bohaterów w życie drugiej osoby ma zazwyczaj fatalne konsekwencje. Aczkolwiek, postaci niczego się nie uczą i dalej pozostają egoistyczne. Postaci były „samotnymi trzydziestolatkami bez korzeni, wątpliwej tożsamości, i nie zważającymi na moralność”. W jednym z sezonów posłużono się budową szkatułkową i Jerry razem z George'em produkują pilot sitcomu o nich samych dla jednej z telewizji.

### Sprawy językowe
Wiele ze słów używanych przez bohaterów przeszło do angielskiego języka potocznego i są teraz jego częścią. Chodzi przede wszystkim o zwroty:
- „Yada yada yada” (kiedy odpowiedź na pytanie jest dla nas niewygodna i dla skrócenia historii)
- „master of your domain” (ten, który umie powstrzymać się od masturbacji)
- „Double dip” (podwójne moczenie czipsa w sosie)
- „Serenity now” (chodzi o pohamowanie swojego gniewu)
- „Mimbo” (męski odpowiednik pustej, ale pięknej dziewczyny)
- „FESTIVUS for the rest of us” (alternatywne święto dla tych, którzy nie lubią Bożego Narodzenia)
- „Kramerica Industries” (synonim fikcyjnego przedsiębiorstwa)
- „Art Vandalay” (synonim fikcyjnej, wymyślonej postaci)
- „Hello Newman” (zjadliwe, nieprzyjazne pozdrowienie)

### Pohamuj entuzjazm, spotkanie 2009
Akcja 7 sezonu ww. serialu kręci się wokół ponownego spotkania postaci celem nakręcenia specjalnego odcinka „Kronik Seinfelda po latach”, możemy zobaczyć jak dekada jest w stanie zmienić człowieka.